# Слік Вудс
Слік Вудс (англ. Slick Woods; справжнє ім'я — Сімон Томпсон, англ. Simone Thompson; нар. 13 серпня 1996) — американська фотомодель. Вирізняється великою діастемою, поголеною головою і татуюваннями.

## Біографія
Сімон Томпсон народилася та виросла у Лос-Анджелесі у неблагополучній сім'ї. Її мати потрапила у в'язницю, Сімон виховувала бабуся. Томпсон жила у бідності. В юності заробляла різними махінаціями з банківськими картками та шахрайством. Отримала кілька місяців тюремного ув'язнення. Активно вживала марихуану. За це і отримала прізвисько Слік Вудс (у довільному перекладі «скручування косяка»).
У 2016 році на автобусній зупинці з нею познайомився Еш Стаймест — модель і бойфренд Лілі-Роуз Депп, і допоміг їй увійти у модельний бізнес. Першу співпрацю їй запропонував Каньє Вест. Далі були рекламна кампанія Calvin Klein, контракт з агентством Lions (Нью-Йорк), покази Marc Jacobs і Jeremy Scott, зйомка для календаря Pirelli разом з Наомі Кемпбелл, обкладинки i-D і Love та почесне місце в списку найвпливовіших міленіалів у модній індустрії за версією Business of Fashion.
У липні 2017 року вона потрапила до «гарячого списку» models.com. У лютому 2018 року увійшла до списку Top 50 Models на models.com.
З вересня 2017 року є обличчям косметичної торгової марки «Fenty Beauty», яка належить співачці Ріанні. У вересні 2018 року Слік Вудс дефілювала на тижні моди у Нью-Йорку на останньому місяці вагітності. Прямо на подіумі в неї сталися перейми, модель дісталась до лікарні, де народила сина.

## Особисте життя
У 2018 році Вудс народила сина від кот-д'івуарійської моделі Адоніса Боссо.